# كينت إغر
كينت إغر (بالإنجليزية: Kent Eger)‏ هو لاعب غولف أمريكي، ولد في 18 فبراير 1981 في ريجاينا في كندا.

## وصلات خارجية
- كينت إغر على موقع رابطة لاعبي الغولف المحترفين (الإنجليزية)
- كينت إغر على موقع التصنيف العالمي الرسمي للغولف (الإنجليزية)